# Eleições parlamentares europeias de 1999 (Dinamarca)
As eleições parlamentares europeias de 1999 na Dinamarca, realizadas a 10 de Junho, serviram para eleger os 16 deputados do país para o Parlamento Europeu.

## Resultados Nacionais
| Partido                 | Partido                       | Votos     | %               | +/-  | Deputados | +/-     |
| ----------------------- | ----------------------------- | --------- | --------------- | ---- | --------- | ------- |
|                         | Partido Liberal               | 460 834   | 23,39 / 100,00  | 4,43 | 5 / 16    | 1       |
|                         | Partido Social-Democrata      | 324 256   | 16,46 / 100,00  | 0,63 | 3 / 16    | Estável |
|                         | Movimento de Junho            | 317 508   | 16,11 / 100,00  | 0,88 | 3 / 16    | 1       |
|                         | Partido Social-Liberal        | 180 089   | 9,14 / 100,00   | 0,66 | 1 / 16    | Estável |
|                         | Partido Popular Conservador   | 166 884   | 8,47 / 100,00   | 9,27 | 1 / 16    | 2       |
|                         | Movimento Popular contra a UE | 143 709   | 7,29 / 100,00   | 3,03 | 1 / 16    | 1       |
|                         | Partido Popular Socialista    | 140 053   | 7,11 / 100,00   | 1,47 | 1 / 16    | Estável |
|                         | Partido Popular Dinamarquês   | 114 865   | 5,83 / 100,00   | Novo | 1 / 16    | Novo    |
|                         | Democratas de Centro          | 68 717    | 3,49 / 100,00   | 2,61 | 0 / 16    | Estável |
|                         | Partido Popular Cristão       | 39 128    | 1,99 / 100,00   | 0,88 | 0 / 16    | Estável |
|                         | Partido do Progresso          | 14 233    | 0,72 / 100,00   | 2,15 | 0 / 16    | Estável |
| Votos Inválidos         | Votos Inválidos               | 53 030    | 2,62 / 100,00   | 1,02 |           |         |
| Total                   | Total                         | 2 023 306 | 100,00 / 100,00 |      | 16 / 16   |         |
| Eleitorado/Participação | Eleitorado/Participação       | 4 009 594 | 50,46 / 100,00  | 2,46 |           |         |